# Der Naturforscher
Das Genregemälde Der Naturforscher ist eines der bekanntesten Werke des deutschen Spätromantik- und Biedermeiermalers Carl Spitzweg. Es wird heutzutage gemeinhin auch als eines seiner bedeutendsten Werke angesehen. Mit einer Entstehungszeit zwischen 1875 und 1879 entstammt es der späten Schaffensperiode des Künstlers. Er verkaufte das Gemälde im Alter von ungefähr 71 Jahren. Hervorgehoben durch ein vielfältiges Farbenspiel zeigt das Gemälde einen älteren Mann inmitten zahlreicher natur- und geisteswissenschaftlicher Kuriositäten. Während sich die Interpretatoren einig sind, dass es sich hierbei um einen Universalgelehrten handelt, differieren die Meinungen dahingehend, ob Spitzweg diesem Forschertypus kritisch gegenüberstand oder ob die Darstellung vielmehr eine mild-ironische Hommage sein soll. Zwischenzeitlich war Der Naturforscher das wertvollste Spitzweg-Gemälde überhaupt. Seit Mitte des 20. Jahrhunderts befindet es sich im Besitz des Milwaukee Art Museums im US-Bundesstaat Wisconsin.

## Titel
Wie auch bei diversen anderen Gemälden Spitzwegs existierten zu diesem über die Jahrzehnte mehrere Bezeichnungen. Der Künstler selbst listete das Werk in seinem Verkaufsverzeichnis schlicht als Naturforscher und im Jahr 1911 wurde es vom Auktionshaus Helbing als Der Gelehrte verkauft. Der langjährige Name Das ist deine Welt stammt sehr wahrscheinlich vom zwischenzeitlichen Besitzer Otto Bernheimer, der damit einen Bezug zu Johann Wolfgang von Goethes Faust. Eine Tragödie herstellen wollte. In diesem Standardwerk der deutschsprachigen Literatur sinniert der Gelehrte Heinrich Faust nach der dreigliedrigen Einleitung über den seiner Ansicht nach geringen Erkenntniswert der Wissenschaft und beschreibt seine Räumlichkeiten:
Weh! steck’ ich in dem Kerker noch?

Verfluchtes, dumpfes Mauerloch!

Wo selbst das liebe Himmelslicht

trüb’ durch gemalte Scheiben bricht.

Beschränkt mit diesem Bücherhauf,

den Würme nagen, Staub bedeckt,

den, bis an’s hohe Gewölb’ hinauf,

ein angeraucht Papier umsteckt;

mit Gläsern, Büchsen rings umstellt,

mit Instrumenten vollgepfropft,

Urväter Hausrath drein gestopft –

Das ist deine Welt! das heißt eine Welt!
Der Direktor des Münchner Stadtmuseums Konrad Schießl (1889–1970) nutzte auch die Bezeichnung Der Sammler, die sich aber nicht durchgesetzt zu haben scheint. Mittlerweile hat sich der ursprüngliche Titel – ergänzt um einen bestimmten Artikel – wieder etabliert, sodass das Gemälde heutzutage unter Der Naturforscher bekannt ist.

## Beschreibung

### Szenerie
Das Gemälde öffnet den Blick in ein Zimmer mit vergleichsweise hohen Decken. Der Fußboden besteht aus mächtigen Steinquadern. Mittig in der unteren Bildhälfte steht ein Schreibtisch. An diesem sitzt ein älterer Mann vornübergebeugt in einem Fauteuil, begutachtet konzentriert ein Gesteinshandstück und macht sich parallel Notizen. Ein weiteres Handstück scheinbar identischer Natur liegt links vor ihm auf dem Schreibtisch. Der Mann hat eine Glatze und nur noch schütteres weißes Resthaar am Hinterkopf. Er trägt einen Mantel (auch als „Hausrock“ bezeichnet), ein Halstuch und einen Mützenschirm. Auf dem Schreibtisch selbst sowie in dessen Ablagefächern stapeln sich Manuskripte; auch mehrere Bücher sind zu erkennen.
Um den Gelehrten herum versammelt sind „Kuriositäten aus aller Welt“, die – über die Gesteinsuntersuchung als geologische Symbolik hinaus – unterschiedliche wissenschaftliche Fachrichtungen repräsentieren: Ein auf der rechten, also vom Betrachter abgewandten Schreibtischseite an der Wand lehnender altägyptischer Sarkophag (Ägyptologie, Archäologie) beherrscht das Gemälde in der Vertikalen. An der dem Betrachter zugewandten Schmalseite des Schreibtisches lehnen zwei Gesteinstafeln, in denen schemenhaft Fossilien zu erkennen sind (Paläontologie). Einige Autoren interpretierten diese Steinquader auch als Grabsteine, womit eher auf Geschichtswissenschaften und Genealogie verwiesen würde. Rechts hinter dem Forscher stehen auf einer Kommode unter anderem das Präparat eines Adlers (Ornithologie) sowie zwei Hominidenskelette. Mit letzteren dürfte Spitzweg die Diskussionen um die Evolutionstheorie aufgegriffen haben; immerhin wurde Charles Darwins Hauptwerk Über die Entstehung der Arten lediglich 21 Jahre zuvor publiziert und der wissenschaftliche Streit über diese Theorie bestimmte den anthropologischen Diskurs jener Zeit. Ferner findet sich auf der Kommode auch ein Glassturz mit unklarem Inhalt. An einem Seil festgebunden hängt unter der Decke mittig über dem Protagonisten ein präpariertes Krokodil, das gleichsam auf Zoologie hindeuten kann und das symbolische Tier sowohl der Alchemie als auch der Apotheken war. Am linken Rand des Gemäldes sind ein weiteres Skelett (Zoologie) sowie ein karbonatisches Korallenskelett (Meeresbiologie) zu sehen. Im Vordergrund stehen rechts ein Globus (Geographie) sowie auf der linken Seite mehrere Holzkisten, die Grabungsfundstücke beinhalten könnten. Dominant im Bild ist die große Fensterfront im Hintergrund, hinter der unterschiedliche tropische Pflanzen (Botanik) zu sehen sind, sodass der Eindruck entsteht, an das Studienzimmer würde sich unmittelbar das Gewächshaus eines botanischen Gartens anschließen.
Häufig malte Spitzweg auf den Holzdeckeln von Zigarrenschachteln, sodass seine Werke sehr kleinformatig waren. Mit annähernd 2000 Quadratzentimetern Fläche handelt es sich bei Der Naturforscher um ein „ungewöhnlich großes“ seiner Gemälde. Spitzwegs Rhombenmonogramm findet sich in der linken unteren Ecke.

### Farbenspiel
Durch das Blätterdach der Vegetation bricht an einer Stelle das Sonnenlicht und taucht das Zimmer in ein warmes gelb-grünes Licht – vereinzelt wird es auch als „senf-ockerfarben“ beschrieben. In Anbetracht des Lichteinfalls scheint sich darüber hinaus links außerhalb des Gemälderandes (also in Blickrichtung des Forschers) ein weiteres Fenster zu befinden. Der starke Hell-Dunkel-Kontrast zwischen unterschiedlichen Ecken des Zimmers ergibt einen Chiaroscuro-Effekt. Der Kunstgeschichtsprofessor Rudolf Mathias Bisanz von der Northern Illinois University beschrieb die Farbgebung des Gemäldes 1980 folgendermaßen:
„Obschon es Objekte aller Art enthält, ist die Komposition mittels Farbe und Licht total vereinheitlicht. Der scheinbar monochromatische Basiston des Gemäldes reicht im Feld der Brauns von leicht cremefarben bis hin zu rohem Umbra mit einer Myriade Schattierungen von Sand-, Zimt-, Pferdebraun-, [englisch: bay], Walnuss-, Rotbraun- [en.: auburn], Kaffee- und Tabakstichen dazwischen.“
Abgesehen vom Sonnenlicht sind weitere farbliche Hervorhebungen der hellblau-grünliche Schirm einer Öllampe auf dem Schreibtisch, der lichtblaue (en.: cerulean blue) Stoffbezug des Sessels, der grüne Mützenschirm und das ebenso gefärbte Stoffstück, das auf dem Globus liegt, sowie das karminrote Samtkissen auf der Kommode, auf dem ein Glassturz ruht. Als farbliche pièces de résistance – im Dreiklang karmesinrot, magenta und rosé – nannte Bisanz den Teppich unter dem Stuhl sowie den Mantel des Wissenschaftlers, obwohl insbesondere letzterer nicht kräftig leuchtend dargestellt ist.

## Kunsthistorische Analyse

### Einflüsse
Spätestens seit der um 1700 einsetzenden Aufklärung – in der es unter anderem darum ging, Akzeptanz für das im Zuge der naturwissenschaftlichen Revolution im 16. und 17. Jahrhundert neu erlangte Wissen zu schaffen – entstanden zahllose Gemälde, die fiktive oder reale Gelehrte in ihren Studienzimmern abbildeten. Diese Gelehrten wurden zumeist mit Stapeln von Büchern und Pergamenten dargestellt; oftmals befanden sich auch ein Globus und einzelne Fläschchen mit Tinkturen im Raum. Eine derartige Fülle an Gegenständen unterschiedlichster Fachrichtung jedoch, wie Spitzweg sie abgebildet hat, ist in keinem Gemälde zusammengetragen worden.
Es lässt sich nicht mit Bestimmtheit sagen, von welchen Gemälden sich Spitzweg für Der Naturforscher hat inspirieren lassen. Bekannt ist, dass er regelmäßig Kunstmuseen besuchte – nicht nur zu Beginn seiner Karriere, sondern auch in späteren Jahrzehnten. Im Frankfurter Städel-Museum könnte er dabei beispielsweise auf das Gemälde Ein Gelehrter in seinem Studierzimmer gestoßen sein, das der deutsche Genremaler Justus Juncker 1754 fertigstellte. Es zeigt einen Mann inmitten seines recht unordentlichen Zimmers, der – anders als Spitzwegs Naturforscher – gerade keine Objekte oder Schriften studiert, sondern in einem Moment des Sinnierens festgehalten wurde. Im Raum finden sich nicht nur ein Schreibtisch, sondern unter anderem auch zahlreiche Bücher und gläserne Gefäße, ein Globus, ein menschlicher Schädel, hölzerne Truhen unbekannten Inhaltes und eine Krabbenschere als Wandschmuck. Das Fenster ist am linken Bildrand zu erkennen und taucht das Zimmer in eine ähnlich hellgelbe Lichtstimmung, wie auch Spitzweg sie in seinem Gemälde umgesetzt hat.

Zwei mögliche Einflüsse für Der Naturforscher
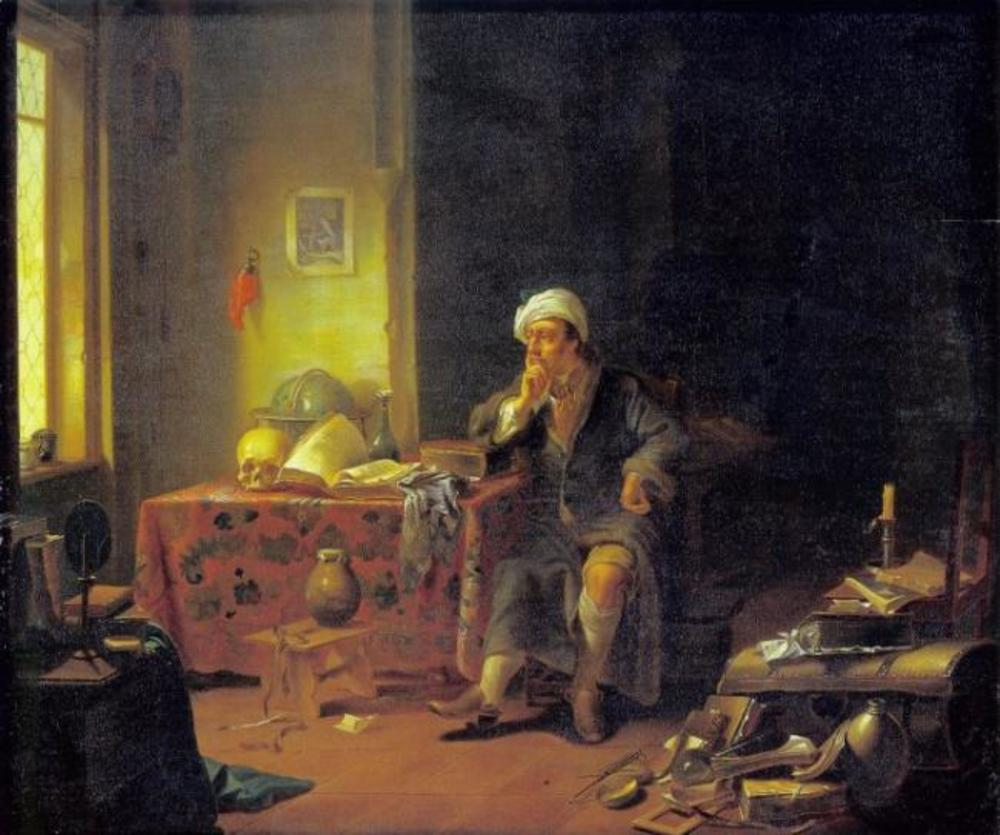
Juncker: Ein Gelehrter in seinem Studierzimmer (1754)
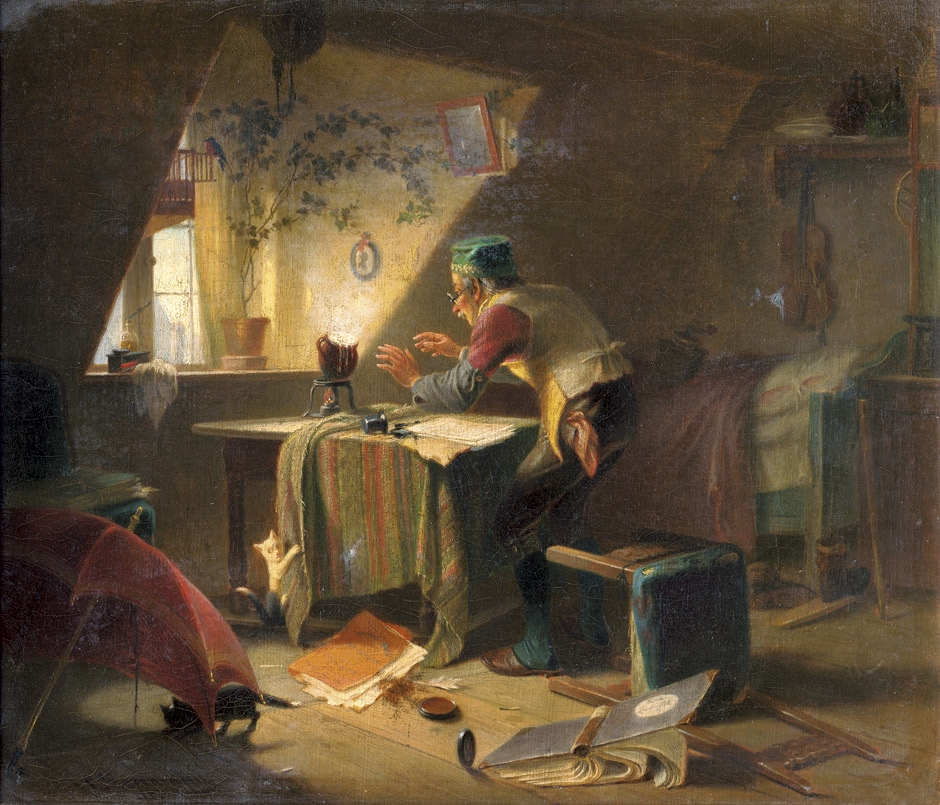
Naumann: Der Gelehrte in seinem Studierzimmer (1867)

In München machte Spitzweg Bekanntschaft mit Carl Georg Naumann (1827–1902). Dieser war 19 Jahre jünger als er, stammte aus Königsberg i. Pr. und hatte dort Malerei bei Ludwig Rosenfelder studiert. Seit 1851 lebte Naumann in München. In seinen Werken zeigt sich eine tiefe Bewunderung für Spitzweg, dessen „genau beobachtende, mit subtilem Humor erfüllte Genrebilder [...] sich nicht nur bei den Käufern sondern auch bei den Malern als neue, zu erkundende Gattung großer Beliebtheit“ erfreuten. Nicht nur ahmte er Spitzwegs Stil detailgenau nach, sondern er widmete sich „ebenso wie Spitzweg häufig [den] Sonderlinge[n] der Gesellschaft [...], die ihrem Steckenpferd erlegen sind“.
In seinem 1867 angefertigten Gemälde Der Gelehrte in seinem Studierzimmer porträtiert er einen älteren Mann, womöglich einen Gelehrten humboldt’scher Prägung, in dessen kleiner Dachstube. Er ist im Lichte vergleichsweise großer Fenster umgeben von Büchern und in Mappen geordneten Manuskripten. Er macht allerdings alleine schon aufgrund der geringen Größe des Zimmers einen verarmteren Eindruck als Spitzwegs Pendant. Ein zum Trocknen aufgespannter Regenschirm in der Ecke darf wohl als Hommage an Spitzwegs Der arme Poet gedeutet werden. Humoristisch gebrochen wird das Bild durch zwei Katzen, die Chaos stiften, und beispielsweise das Tischtuch herunter gerissen haben, wodurch ein Tintenfass umgekippt und eine Dose mit Schreibsand heruntergefallen sind und ein Krug mit einem überkochenden Heißgetränk auf einem auf dem Schreibtisch platzierten Dreifuß umzukippen droht. Eilig aufgesprungen hat der Mann seinen Stuhl umgeworfen, dessen Stoffbezug zwar wesentlich abgenutzter ist als jener in Spitzwegs Gemälde, allerdings die gleiche lichtblaue Färbung aufweist. Es kann davon ausgegangen werden, dass Spitzweg das Werk Naumanns kannte, es vielleicht auch näher in Augenschein genommen und es zumindest für Anregungen genutzt hat. Seinen eigenen Naturforscher stellte er acht Jahre später in ernsthafterem, konzentrierterem Umfeld ohne Störung der Szenerie dar und fügte noch zahlreiche Forschungsmaterialien hinzu.
Das Milwaukee Art Museum merkt bei Google Arts & Culture an, dass das dunkle Farbschema des Werkes das Interesse des Malers an den niederländischen alten Meistern widerspiegele, die bekannt waren für ihre schattenerfüllten Szenerien. Gleichsam führte Rosalie Goldstein bereits 1986 in einem Ausstellungskatalog des Museums aus, dass sich Spitzweg die Malerei autodidaktisch durch das Kopieren der Gemälde ebenjener niederländischer alter Meister in der Münchner Alten Pinakothek selbst beigebracht habe.

### Interpretation und Einordnung in Spitzwegs übriges Werk
Die vorherrschende Interpretation deutet das Gemälde als eine Kritik am Idealbild des Universalgelehrten (auch Polyhistor genannt), der sich für viele Fachbereiche der Geistes- und Naturwissenschaften interessiert und zu entsprechenden Themen forscht, aber in kaum einem Bereich wirklich tiefgehendes Spezialwissen besitzt und somit gewissermaßen ein wissenschaftlicher „Hansdampf in allen Gassen“ ist. Spitzweg war keineswegs der einzige, der diesen Typus Mensch kritisch beäugte. Schon beispielsweise der Dichter und Moralphilosoph Christian Fürchtegott Gellert verfasste 1748 die Reimfabel Der Polyhistor, in der er dem eitlen und überheblichen Charakter eines Universalgelehrten jenen eines Mannes ohne akademische Bildung gegenüberstellte. Hinsichtlich des Blickwinkels, den der Maler einnahm, konstatierte 1924 der Redakteur, Schriftsteller, Humorist und Lyriker Fritz von Ostini:
„Eine Menschengattung, der Carl Spitzweg seinen Bildern nach merkwürdig fremd gegenüber stand, war die der Gelehrten, speziell der Naturforscher. Und doch war er als Pharmazeut auf der Universität gewesen und hatte naturwissenschaftliche Fächer gehört. Aber er hatte als Maler vielleicht eine so tiefe und leidenschaftliche Liebe zur Natur, eine so andächtige Verehrung vor ihren Geheimnissen gefasst, dass er es zuletzt als lächerlich oder vermessen ansah, wenn einer es wagen wollte, in ihr Inneres zu dringen. Und darum hat er die gelehrten Männer, wie ja auch die Bücherwürmer, mit besonderer Vorliebe verulkt [...]. Er schaute solche Leute mit dem naiven Blick des Volkes an, dem alles Bestehende a priori vernünftig und selbstverständlich ist, und dem das heilige Staunen, aus dem alle tiefere Erkenntnis kommt, fremd bleibt.“
Tatsächlich hatte Spitzweg zumindest künstlerisch eine kaum zu leugnende Faszination für Gelehrte. Ebenso wie von Ostini und andere Autoren zuvor und danach, wies auch Rosalie Goldstein 1986 darauf hin, dass Spitzweg zwar etwa 20 Gemälde mit ähnlichen Gelehrtenmotiven geschaffen habe, gleichwohl aber Der Naturforscher einzigartig sei in Hinblick auf die ausführliche Symbolik verschiedener Fachrichtungen des Lernens und der Forschung (en.: unique in its exhaustive symbolism of various branches of learning and research). Eher abseits der Mehrheitsmeinung erkannte der Kunsthistoriker Rudolf Mathias Bisanz 1980 keine Kritik Spitzwegs an den Universalgelehrten, sondern vielmehr eine idealisierte Akzentuierung dieser Wissenschaftler:
„Wenn man etwas über dieses Gemälde liest, stößt man häufig auf die Ansicht, dass Spitzweg mit diesem Wissenschaftler und der Umgebung, die er für ihn geschaffen hat, die Idee der mittelalterlichen Gelehrsamkeit ausdrücken wollte. Folglich soll der Künstler hier ein pittoreskes Pastiche mit Anspielungen auf die Scholastik im Verbund mit Alchemie und sogar Exorzismus – oder dessen Umkehrung, Diabolismus – präsentiert haben; kurzgesagt: eine quasi-faustische Mischung. Aber ganz egal wie urig, fantastisch, ungünstig oder, gewiss, ungenau die mise en scène einigen Betrachtern auch erscheinen mag, halte ich eine andere Interpretation des Bildes hoch. Ich erkenne in ihm die Verkörperung der modernen Wissenschaften des 19. Jahrhunderts und die ihrer Synthese in der Naturphilosophie zugrundeliegenden Gedanken. Anhand der zahlreichen in seinem Gemälde gezeigten Objekte identifiziert Spitzweg für uns die vielseitigen Interessen des Gelehrten und hebt dadurch das Konzept des facettenreichen Naturwissenschaftlers, Metaphysikers und Philosophen des 19. Jahrhunderts im Ideal und holistischen Sinne eines, beispielsweise, Friedrich Schelling oder Goethe hervor.“
Einen gänzlich anderen Ansatz wählte der Sozial- und Wirtschaftswissenschaftler Hans Wilhelm Schmidt, der in seiner Spitzweg-Biographie anlässlich des 200. Geburtstages des Malers im Jahr 2008 zu dem Schluss kam, dass Spitzweg mit diesem und anderen Gemälden seine oder zumindest die von Teilen der Gesellschaft in der zweiten Hälfte des 19. Jahrhunderts vertretene Frustration angesichts einer zunehmenden Industrialisierung und Globalisierung ausdrücken wollte:
„Die ältere Literatur hat besonders den liebenswürdigen Meister der Münchner Malerei herausgestellt, der mit Humor und viel Sinn für die menschlichen Schwächen seine Bildchen stillvergnügt vor sich hingemalt hat. Dem steht aber entgegen, dass seine Bildwelt keineswegs nur liebenswürdig ist, sondern ein wenig böse, und vor allem: eine Bildwelt voller Resignation. Er stellt dem Fortschrittsglauben seines Jahrhunderts, in dem der Entdecker, der Forscher, der Gelehrte die wahren Könige sind, skeptisch und ironisch seine weltfremden versponnenen und verschrobenen Käuze entgegen.“
Ein Jahr darauf legte auch der Architekturhistoriker Franz Schulze in einem Buch über den Neubau des Milwaukee Art Museum dar, dass eine Deutung des Gemäldes Der Naturforscher naheliegt, in welche die zahlreichen Sammlungsstücke im Arbeitszimmer „mit den unterschiedlichen Fachbereichen des Lernens und der Forschung verbunden“ werden. Allerdings wies er zusätzlich darauf hin, dass das „Sujet dieses Gemäldes [...] eine harmonisch, märchenhafte Welt [evoziert], die sich einer präzisen Interpretation entzogen hat. Bizarre und ungewöhnliche Objekte ziehen den Betrachter in das Narrativ und deuten mannigfache Bedeutungsebenen an.“

Auswahl anderer Spitzweg-Gemälde mit Gelehrten in der Natur
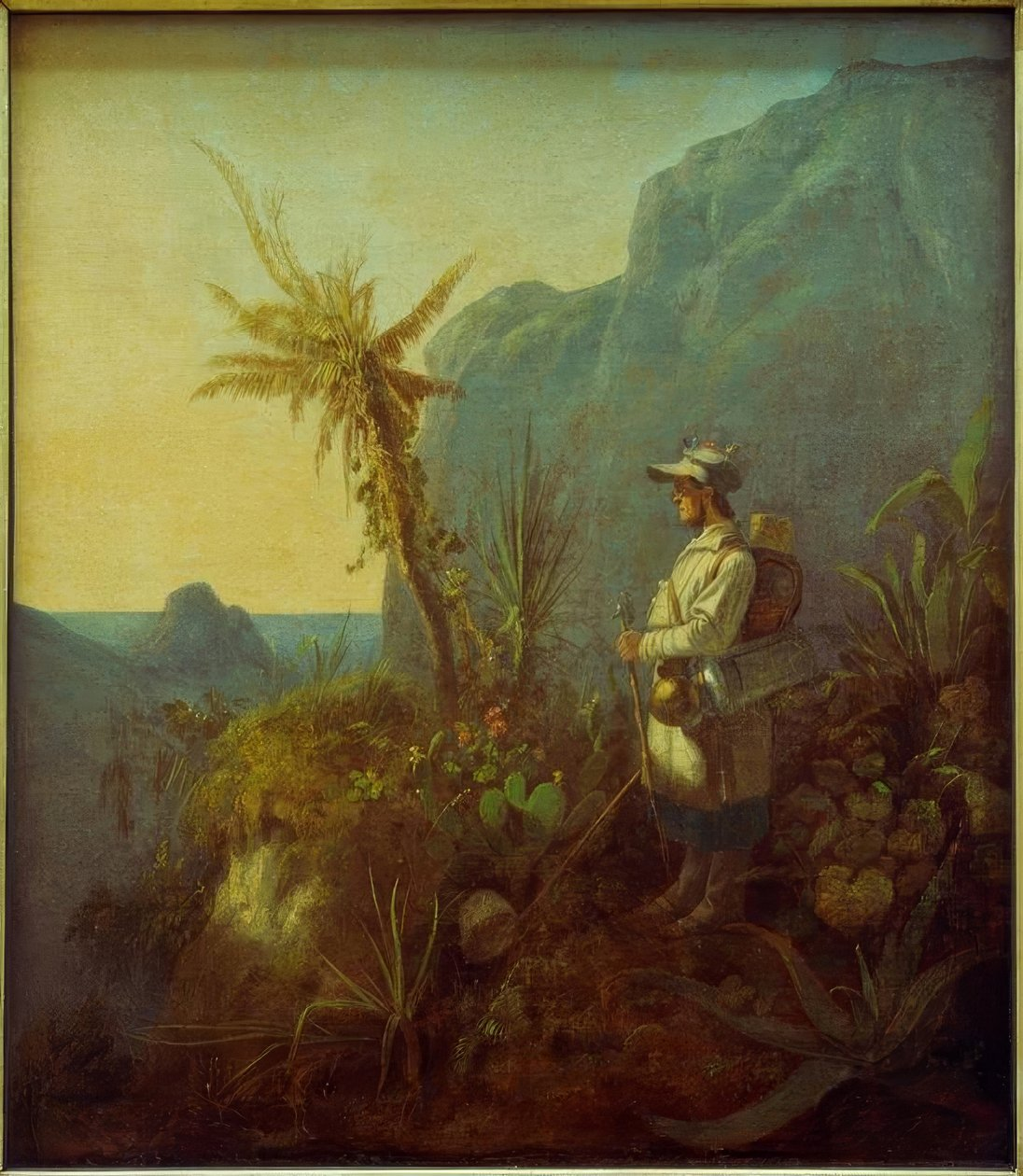
Der Naturforscher in den Tropen (∼ 1835)
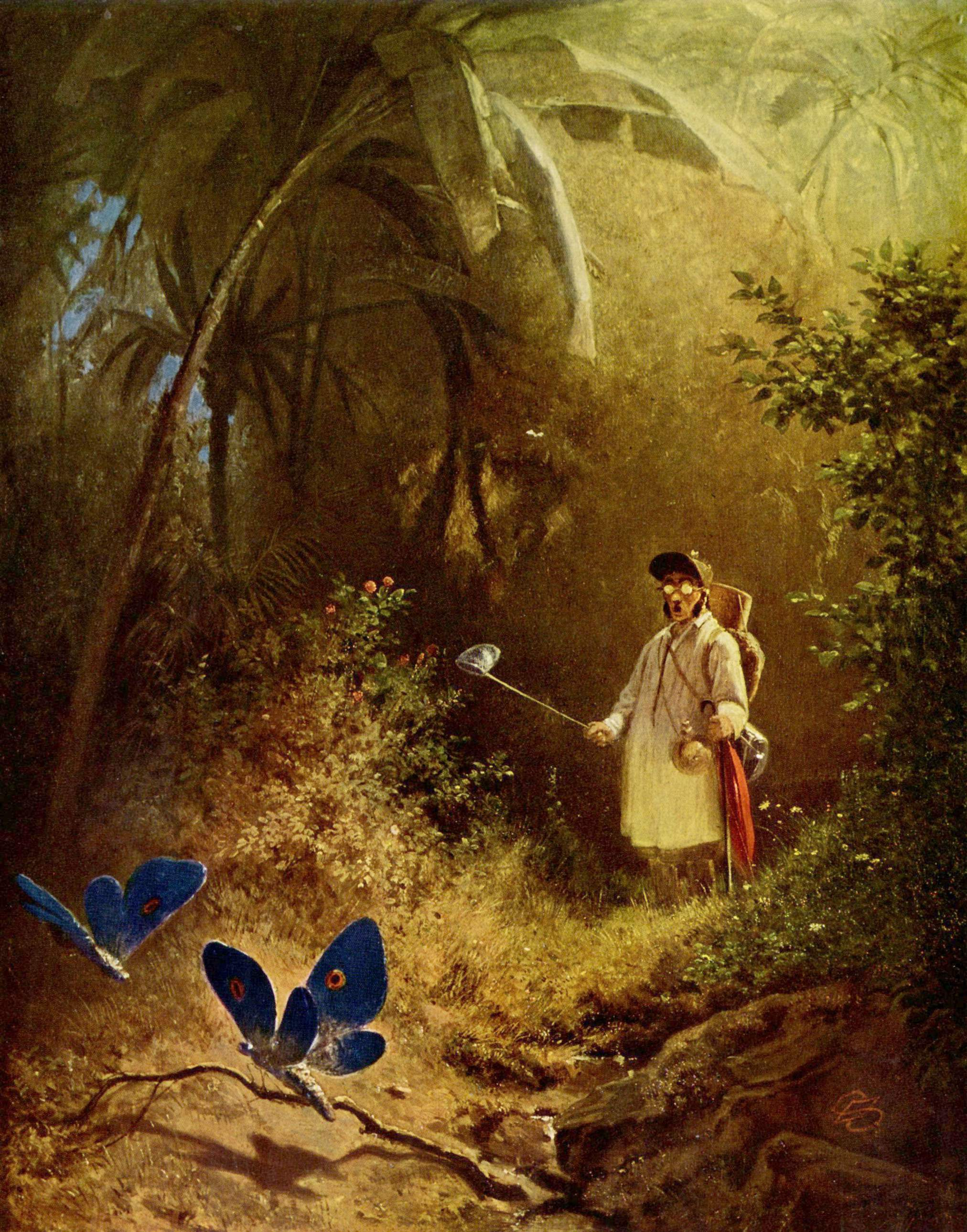
Der Schmetterlingsjäger (1840)
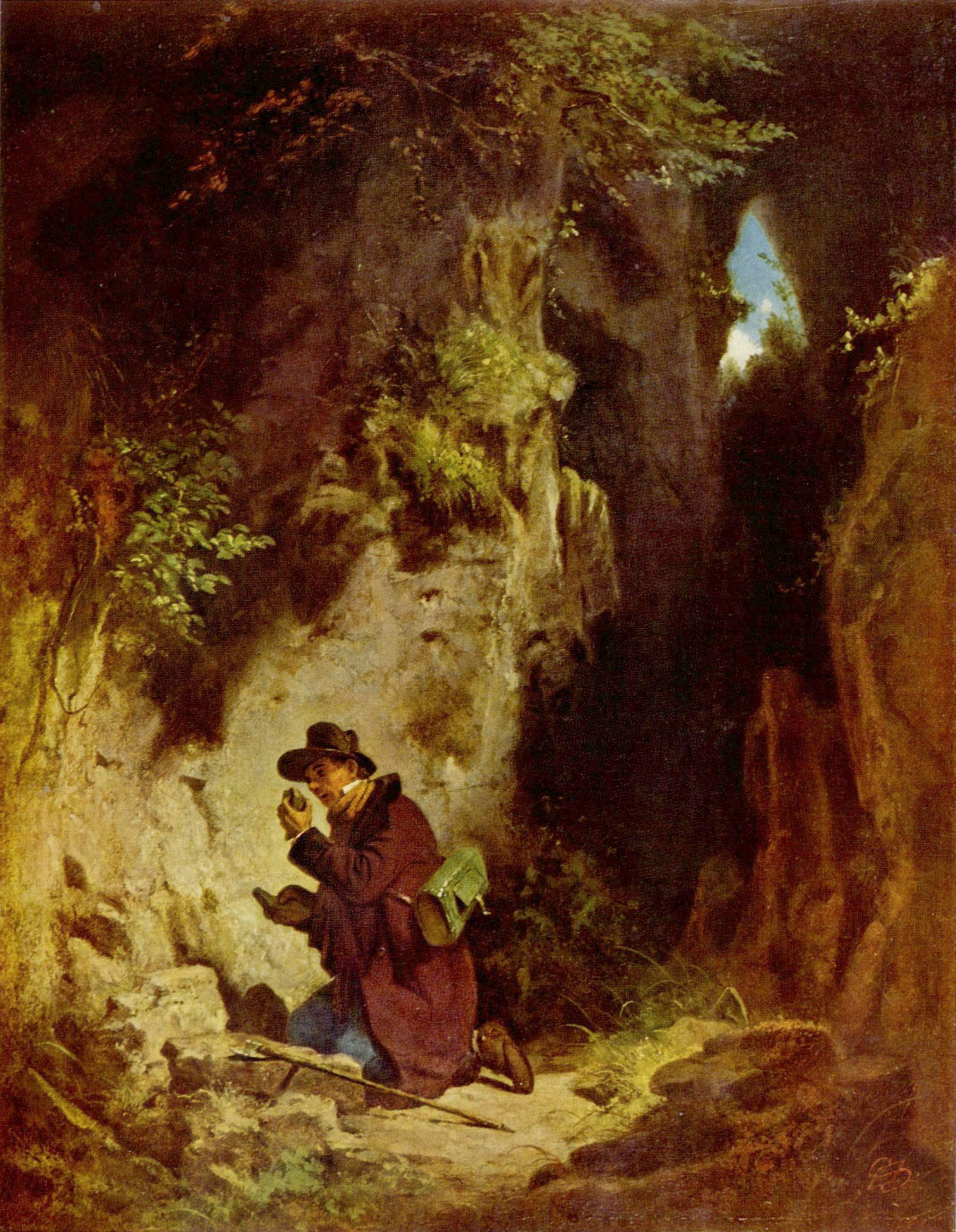
Der Geologe (∼ 1860)
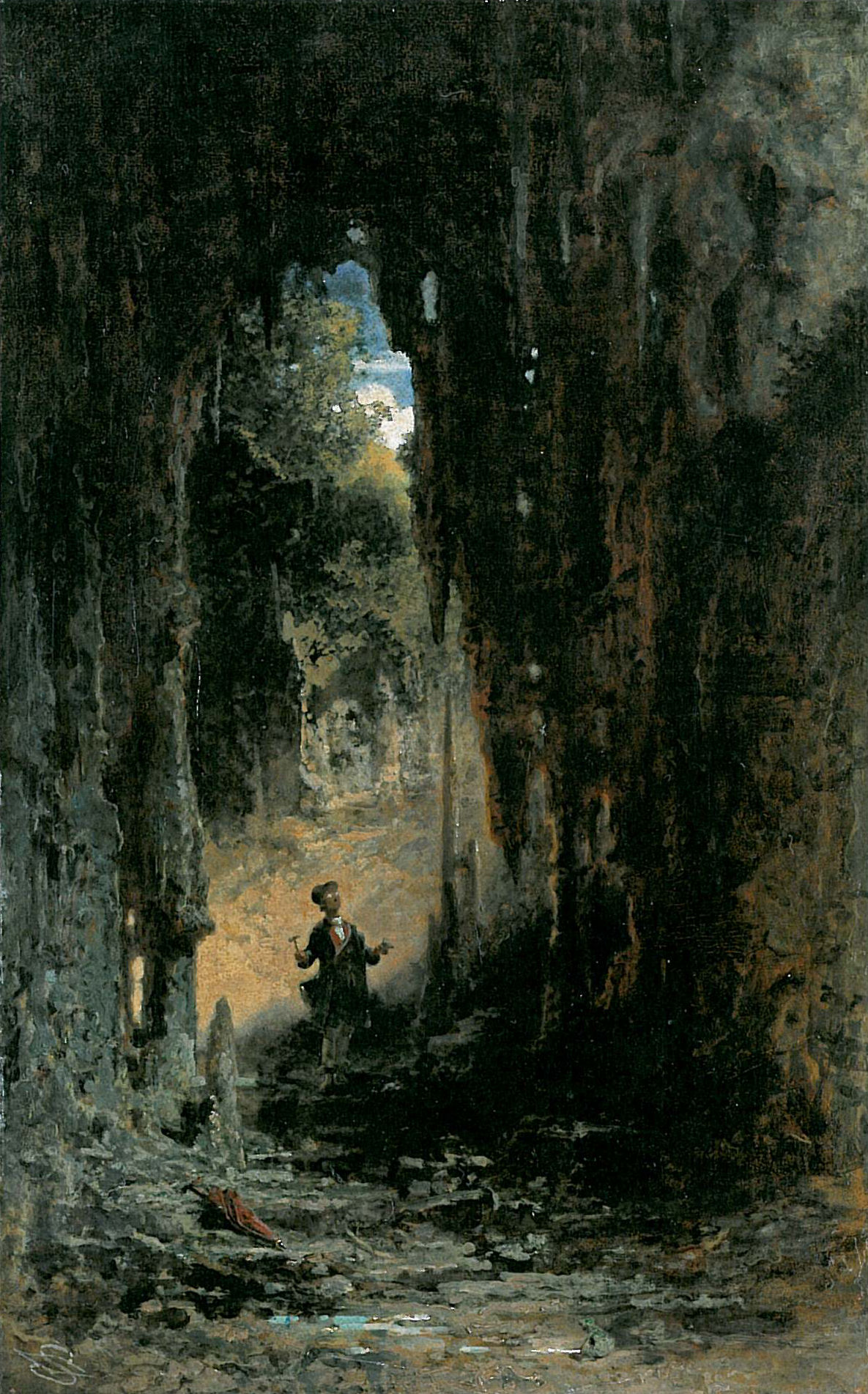
Der Mineraloge in der Grotte (∼ 1880)

Zwar erkannte auch der Fotograf und Autor Erich Höhne 1961 Spitzwegs hintergründige Kritik an den Universalgelehrten, bescheinigte dem abgebildeten Wissenschaftler aber immerhin ehrlichen wissenschaftlichen Ehrgeiz:
„Der Gelehrte auf dem eigenartigen Gemälde [...] lebt scheinbar in einer grotesken Umwelt, aber sein kluges Gesicht lässt erkennen, dass er keinen phantastischen Träumen nachjagt, sondern wissenschaftliche Forschungsarbeit leistet und Zusammenhänge zu ergründen versucht. Die Natur bedeutet für viele Menschen Erholung und Entspannung, und nicht alle Naturfreunde Spitzwegs sind komische Figuren.“
Ähnlich argumentierten 1989 die Autoren in Bruckmanns Pantheon, die den Forscher als „modernen Wissenschaftler“ ansahen, dem nicht nur an der systematischen Forschung, sondern auch an der Wissenschaftskommunikation gelegen sei:
„Der Inhalt dieses Gemäldes ist sehr viel komplexer als jener nahezu aller anderen Varianten des Gelehrtenmotivs von Spitzweg zusammen. Dies liegt darin begründet, dass es eine reale Situation behandelt und die Realität komplexer ist als die Fiktion. Spitzweg verlagert seine Gewichtung des Gelehrtenmotivs von einem, dass ihn als liebenswürdigen Sonderling oder schrulligen Kauz interpretiert, der intellektuelle Schmetterlinge jagt, hin zu einem, der ihn als ernsthaften Mann darstellt, der sich dem systematischen Streben nach Wissen und dem Berichten von Forschung auf enzyklopädischem Niveau der Naturwissenschaften verschrieben hat. Erstmals präsentiert er [Spitzweg] uns nicht eine humoristische Figur in einer Scheinwelt, sondern vielmehr eine gesetzte, professionelle Figur in einer realen Szenerie. Kurzum: Er beschreibt einen modernen Wissenschaftler in einem wahrhaften, zeitgenössischen Umfeld – seinem kombinierten Labor, Studienzimmer und Lagerraum. Aus diesen Gründen scheint der Goethe-Titel mit seinem metaphysischen Anspruch den Sinn zu verfehlen. Nichtsdestotrotz erachten wir das Gemälde als sui generis.“
Tanya Paul, Kuratorin für europäische Kunst am Milwaukee Art Museum, traf im April 2020 eine andere Einschätzung. Sie sprach dem Gemälde die Ernsthaftigkeit und dem scheinbaren Gelehrten die berufliche Professionalität ab. Gleichzeitig zog sie Parallelen zwischen dessen vollgestelltem Raum und den improvisierten Homeoffice-Arbeitszimmern während der COVID-19-Pandemie:
„Die [thematische] Breite an den Mann umgebenden Materialien suggeriert, dass er bestenfalls ein enthusiastischer Amateur ist und kein professioneller Gelehrter. Während Spitzweg die Figur vertieft ins Studium darstellt, ist der Ton hier spielerisch. Spitzweg ist bekannt für behutsam humorvolle Genrewerke wie dieses. Es erinnert mich daran, wie wir alle in unseren Zuhauses (en: homes) arbeiten und unsere Möbel und unser Umfeld in behelfsmäßige Büros verwandeln. Obwohl wir ernsthaft arbeiten, ist da ein Element der Komik in diesen Umgestaltungen, zusammen mit der Art und Weise, wie unsere Kinder und Haustiere uns beobachten – ganz ähnlich den Fossilien, die über den Schreibtisch des Amateurforschers aufragen.“

Auswahl anderer Spitzweg-Gemälde mit Gelehrten in Räumlichkeiten
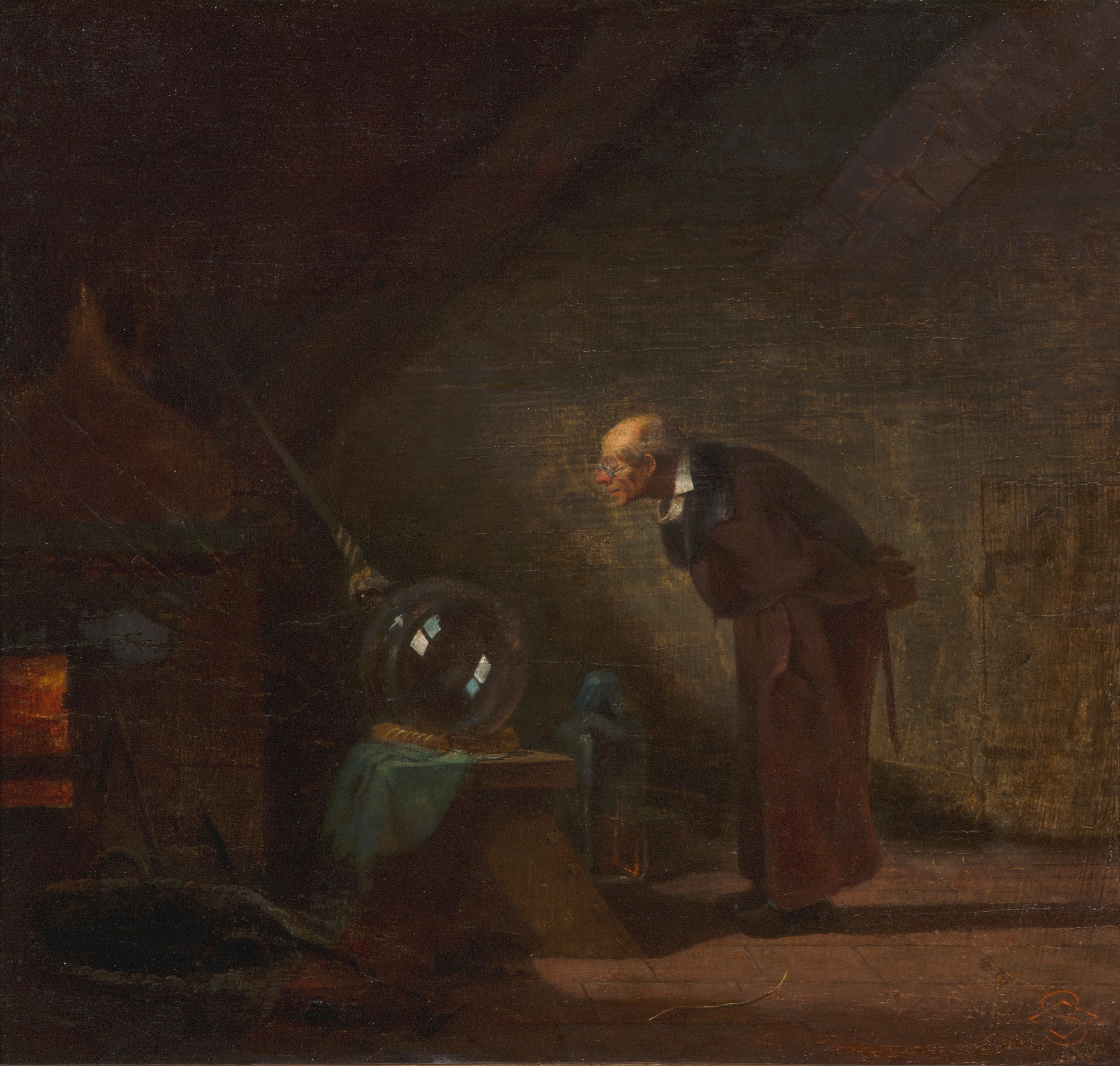
Der Alchimist (∼ 1837)
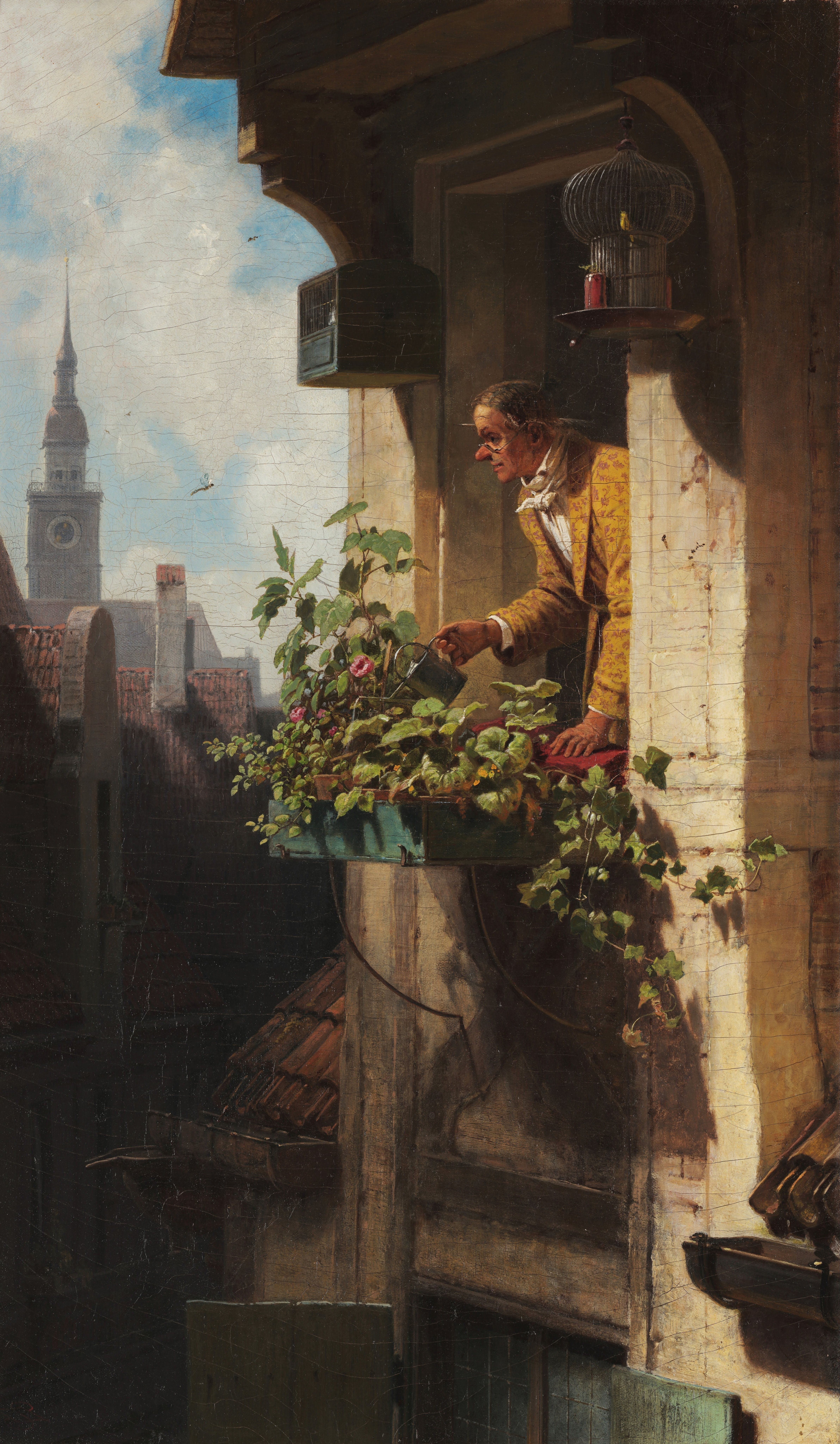
Die Dachstube I (∼ 1849)
Der Bücherwurm (∼ 1850)
Ein Besuch (∼ 1850)

Einige Interpretatoren deuten den abgebildeten Naturforscher auch als ein ins satirische überspitztes Selbstbildnis des Malers. Spitzweg war als praktischer Apotheker zugelassen und hatte an der Ludwig-Maximilians-Universität München Pharmazie, Botanik und Chemie studiert, darüber hinaus aber auch Vorlesungen in Physik, Zoologie und Mineralogie gehört – war also in unterschiedlichen Bereichen der Naturwissenschaft ebenfalls sehr gebildet. Berufsbedingt war er zudem beispielsweise mit dem unter der Decke aufgehängten Krokodil vertraut, dass in vielen Apotheken anzutreffen war (siehe Kapitel „Anmerkungen“). Auch in Hinblick auf die Stellung des Malers in der Kunstwelt kann das Gemälde selbstreferentiell gedeutet werden. So war Spitzweg zunächst ähnlich seinen zurückgezogenen Gelehrten der Inbegriff eines Außenseiters. Sein Lebensweg und sein Charakter führten ihn anfänglich auf einen Konfrontationskurs mit dem akademischen Publikum. Letztlich gewann er dieses dann aber für sich und vermochte ähnlich wie andere Biedermeierkünstler – beispielsweise Moritz von Schwind und Ferdinand Georg Waldmüller – erfolgreich außerhalb institutioneller Grenzen tätig zu sein.
Goldstein ordnete das Gemälde in Spitzwegs „breiteren, lichterfüllten atmosphärischen Stil“ (en.: broader, light-filled atmospheric style) ein, den er ihr zufolge im Nachgang seiner Reisen nach London, Paris, Wien und Prag entwickelt habe, wo er mit dem frühen Impressionismus konfrontiert worden war. Die in dieser Schaffensperiode entstandenen „stilleren, mild-ironischen und humoristisch narrativen Gemälde“ (en.: quieter, mildly ironic and humorous narrative paintings) lösten sein anekdotisch gefärbtes Frühwerk akribisch detaillierter Illustrationen ab und waren dafür verantwortlich, dass er sich „einen Namen als einer der Führer der naturalistischen Münchner Schule erwarb“ (en.: which earned him the reputation as a leader of the naturalistic Munich School).

### Bewertung
Etwa 30 Jahre nach der Anfertigung des Gemäldes fällte der Kunsthistoriker Richard Hamann 1906 ein vergleichsweise eher negatives Urteil über das Werk:
„In gemütlichen, mit Humor erfassten Motiven ist Spitzweg immer glücklich, sodass er hier durch die Malerei und durch das Motiv nach zwei Seiten hin sich Popularität verschafft hat. Bei großartigeren, stimmungsvolleren Themen versagt er. Der Naturforscher bringt ein faustisches Motiv, einen Gelehrten zwischen Büchern und Gerümpel, Totenschädel, Gerippe, einer Art Sphinx in der Mauer, und mit einem seltsamen grünlichen Licht im Fenster. Aber es bleibt alles zusammengesucht, kleinlich, und der Naturforscher ist ein simpler Bureauschreiber mit grünem Pappschirm über den Augen. Für einen Witz hat das Bild zu viel Apparat.“
Auch die Autoren der Kunst- und Antiquitätenzeitschrift Weltkunst setzten sich 1989 kritisch mit der Gestaltung des Gemäldes auseinander und bewerteten es als „gar nicht wohlgefällig“.
Gleichwohl herrscht heutzutage in der Fachwelt größtenteils eine diametrale Einschätzung vor, die unter anderem 1980 von Rudolf Mathias Bisanz, Lehrstuhlinhaber für Kunstgeschichte an der Northern Illinois University, zusammengefasst wurde:
„Die weitverbreitete Meinung ist, dass [es] unter den besten und wichtigsten Gemälden Spitzwegs eingereiht werden kann. [...] Dieses Gemälde beweist des Künstlers Höhepunkt im Meistern der Repräsentation der sichtbaren, objektiven Welt bei gleichzeitiger Erschaffung der dekorativsten, abstrakt-malerischen Rhapsodien in reiner Farbe und Form.“
Tatsächlich gehen mehrere Rezensenten lobend auf die von Bisanz erwähnte Farbgestaltung ein. So teilte beispielsweise Rosalie Goldstein vom Milwaukee Art Museum im Jahr 1986 seine Ansicht dahingehend, dass es Spitzweg hier „mittels Farb- und Lichteffekten gelungen sei, die große Vielfalt an Objekten in einer harmonischen Komposition zu vereinigen“. Drei Jahre später war 1989 in der internationalen Jahreszeitschrift für Kunst Bruckmanns Pantheon zu lesen, dass „Spitzwegs Freude an Farbe [...] von ihm nie wuchernder ausgedrückt [wurde] als in diesem Gemälde.“ Der Architekturhistoriker Franz Schulze bekräftigte 2009 Bisanz’ Bewertung und bezeichnete das Gemälde als „eines der besten und wichtigsten Werke“ Spitzwegs.

### Provenienz
Spitzweg selbst verkaufte das Gemälde 1879 in München an den Rentner Barlow (Verkaufsverzeichnis Nummer 386). Aus dessen Nachlass gelangte es an das Münchner Auktionshaus Helbing und wurde bei einer Versteigerung am 17. Juni 1911 an den Kunstsammler und Antiquitätenhändler Otto Bernheimer verkauft.

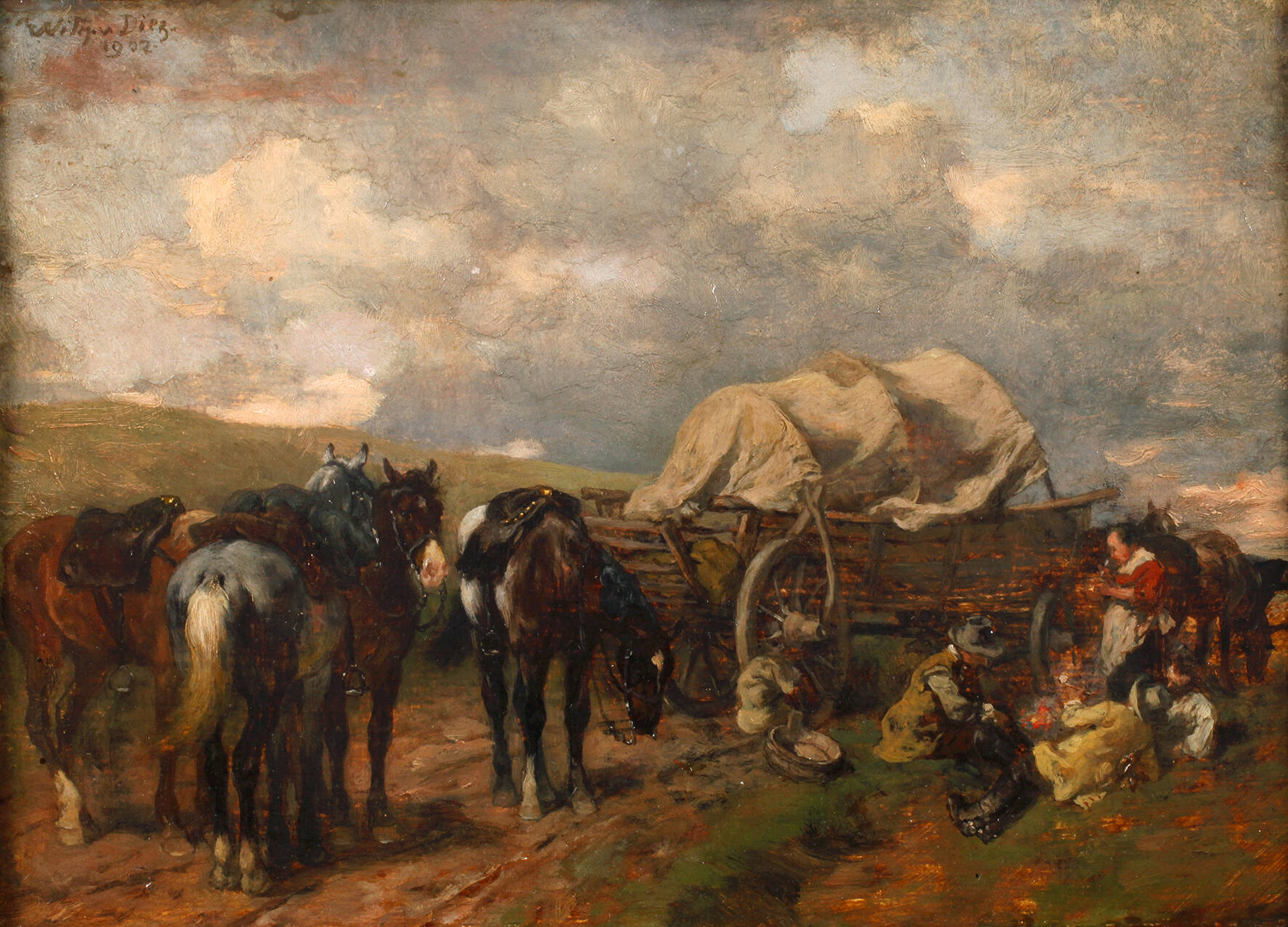
Der Direktor des Münchner Stadtmuseums, Konrad Schießl, wollte sich 1940 die als Raubkunst beschlagnahmten Gemälde Der Naturforscher von Carl Spitzweg sowie Fahrendes Volk von Wilhelm von Diez (Bild) sichern, erhielt aber letztlich keines der beiden.

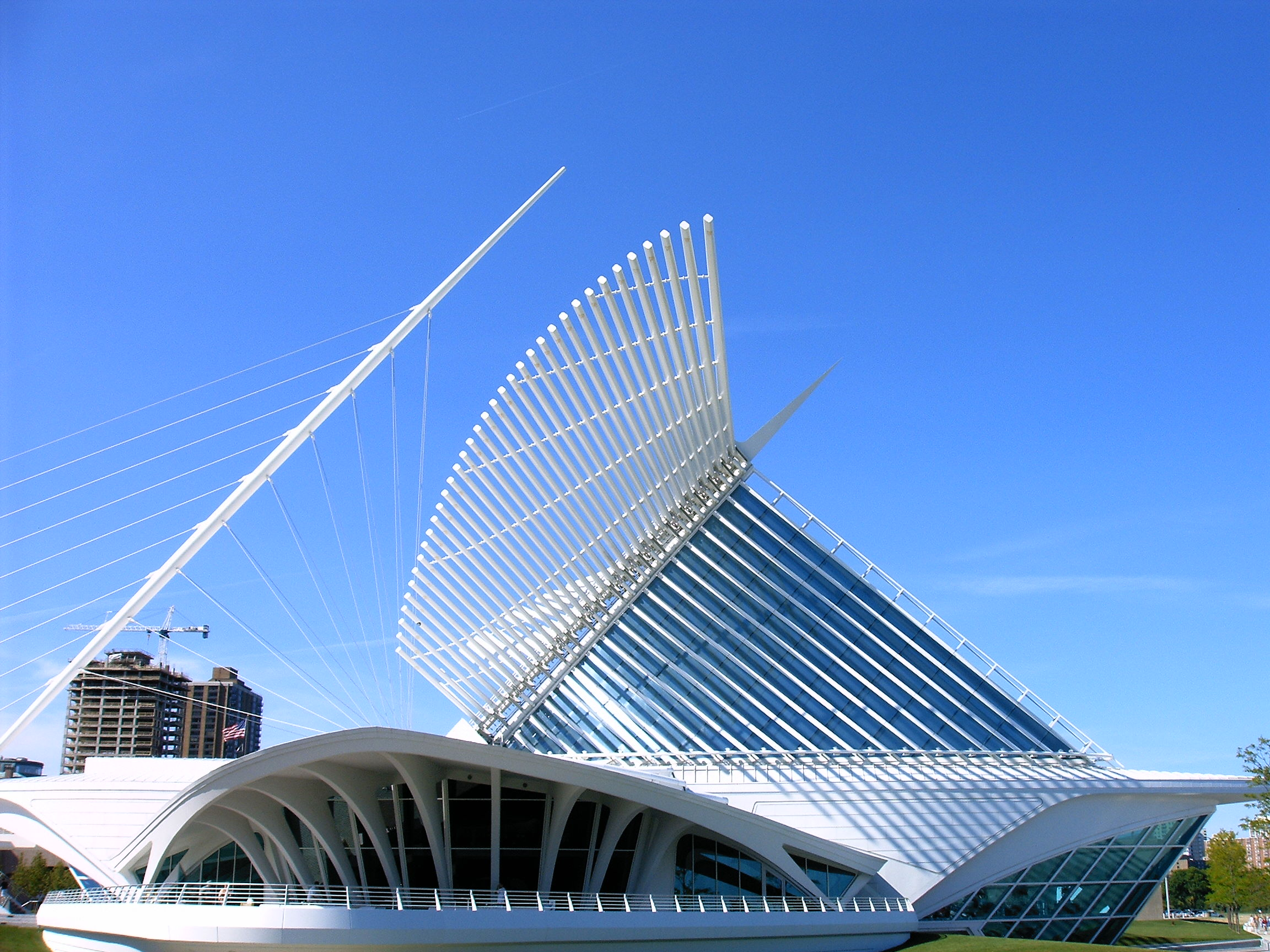
Das Milwaukee Art Museum (Foto: August 2004)

Während der Zeit des Nationalsozialismus fiel Der Naturforscher als Raubkunst an die faschistischen und antisemitistischen Machthaber: Nachdem es im Rahmen der Reichspogromnacht am 9. November 1938 zu unsystematischen Plünderungen und Raubaktionen durch Hitlerjugendgruppen gekommen war, initiierte Max Heiß (1891–1962), der Landeskulturwalter und Referent für Kunsthandelsfragen der Reichskammer der bildenden Künste im NSDAP-Gau München-Oberbayern, eine konzertierte Aktion zur Beschlagnahmung der jüdischen Kunstsammlungen in München, um weitere unsachgemäße Zerstörungen der Kunstwerke zu verhindern. Am 17. November 1938 erschienen in der Wohnung von Otto und Charlotte Bernheimer in der Vilshofener Straße im Quartier Herzogpark Beamte der Geheimen Staatspolizei (Gestapo), der Kunsthistoriker Ernst Wengenmayr (1888–1963) sowie Karl Busch, Konservator bei den Bayerischen Staatsgemäldesammlungen, und konfiszierten mehrere Gemälde, darunter Der Naturforscher. Die Kunstgüter wurden zunächst im Bayerischen Nationalmuseum gelagert und später ins Historische Stadtmuseum transportiert. Da man die Entscheidung, wie mit ihnen weiter zu verfahren sei, immer wieder hinauszögerte, blieben sie dort länger, als anfangs geplant.
Der Direktor des Stadtmuseums, Konrad Schießl (1889–1970), erfuhr, dass die Kunstwerke möglicherweise an die neuen Inhaber der mittlerweile „arisierten“ Firma Bernheimer übergeben werden sollten, und fürchtete, sie somit an den Kunsthandel zu verlieren. Im Dezember 1939 wandte er sich daher an das städtische Kulturamt und meldete für sein Haus Interesse an der Übernahme zweier Gemälden an (Fahrendes Volk von Wilhelm von Diez und Spitzwegs Der Naturforscher). Allerdings hatten bereits mehrere Museen zuvor Ankaufswünsche verlautbaren lassen und standen somit in Konkurrenz zueinander, weshalb Anfang 1940 beschlossen wurde, die Objekte teils an verschiedene Münchner Museen und teils an die Firma Bernheimer zu verteilen. Nun trat auch Ernst Buchner, Generaldirektor der Bayerischen Staatsgemäldesammlungen, auf den Plan und erstellte eine Auswahlliste mit seinen Wünschen.
Diese enthielt 40 Gemälde, darunter auch Der Naturforscher. Die von Buchner übernommenen Werke brachte man im März 1940 im Depot der Neuen Pinakothek (oder der Alten Pinakothek) unter. Sie wurden mit einer Nummer versehen, fotografiert und ihr Wert geschätzt. Bei dieser Gelegenheit wurde Der Naturforscher auf 33.000 Reichsmark veranschlagt. Für drei der Gemälde in seiner Obhut – Der Naturforscher sowie von Diez’ Fahrendes Volk und Daubignys Ortschaft mit Bäumen (allesamt aus der Sammlung Bernheimer) – beantragte Buchner im September 1940 offiziell den Erwerb beim bayerischen Kultusministerium, das unter der Leitung von Adolf Wagner stand. Statt eine sofortige Antwort zu geben, wartete das Ministerium noch einen Besuch von Hans Posse ab. Dieser leitete auf direkten Befehl Adolf Hitlers den „Sonderauftrag Linz“ und hatte die Order, Kunstwerke für ein von Hitler in Linz geplantes „Führermuseum“ zusammenzutragen. Anfangs galt der sogenannte Führervorbehalt nur für die Ostmark; er wurde aber im Oktober 1940 auf das gesamte Reichsgebiet ausgedehnt, sodass Posse nun auch in München ein Vorkaufsrecht besaß. An den drei von Buchner gewünschten Gemälden hatte Posse jedoch kein Interesse, sodass Buchner im Januar 1941 die Ankaufgenehmigung erhielt. Die Werke wurden anschließend inventarisiert und zusammen mit den anderen Beständen der Staatsgemäldesammlungen in ein Depot in Ettal ausgelagert, wo sie bis zum Ende des Zweiten Weltkriegs verblieben.
Das Gemälde Der Naturforscher wurde am 13. Juni 1950 an Otto Bernheimer restituiert. Nach dessen Tod im Juli 1960 fand an zwei Tagen im Dezember gleichen Jahres beim Auktionshaus Weinmüller in München eine umfassende Versteigerung seiner Privatsammlung statt. Der Schätzpreis für Der Naturforscher lag bei 75.000 D-Mark und das Startgebot wurde von Auktionator Rudolf Neumeister auf 40.000 D-Mark festgesetzt. Letztlich setzte sich als Meistbietender der Deutschamerikaner René A. von Schleinitz (1890–1972) aus Milwaukee durch, der für das Werk 122.000 D-Mark zahlte, womit es das damals teuerste Spitzweg-Gemälde überhaupt war. Zwischen 1962 und 1976 schenkten er oder nach seinem Tod eine Stiftung in seinem Namen das Gemälde an das Milwaukee Art Museum, in dessen Besitz es sich nach wie vor befindet.

## Literarische Verwendung
Spitzwegs Gemälde Der Naturforscher wurde durch den US-amerikanischen Poeten John Pidgeon ein literarisches Denkmal gesetzt. Er arbeitet als freischaffender Schriftsteller und erwarb 1982 einen Bachelor of Arts in Humanities an der University of Wisconsin–Green Bay sowie 2001 einen Master of Arts in Englisch und kreativem Schreiben an der University of Wisconsin–Milwaukee. Im Jahr 2009 publizierte Pidgeon den Gedichtband The formal impulse, in dem sich unter anderem das Gedicht The specimen (de. etwa: Das Sammlungsstück) findet: